# Günther Bartnik
Günther Bartnik (ur. 20 lutego 1949 w Dippoldiswalde, zm. 19 maja 2023 w Altenbergu) – niemiecki biathlonista reprezentujący NRD, dwukrotny medalista mistrzostw świata.

## Kariera
Pierwszy sukces w karierze osiągnął w 1968 roku, kiedy wywalczył brązowy medal w sztafecie podczas mistrzostw świata juniorów Luleå. Wynik ten powtórzył na rozgrywanych rok później mistrzostwach świata juniorów Zakopanem.
W 1973 roku wystąpił na mistrzostwach świata w Lake Placid, gdzie wspólnie z Dieterem Speerem, Manfredem Geyerem i Herbertem Wiegandem zajął trzecie miejsce w sztafecie. Na rozgrywanych rok później mistrzostwach świata w Mińsku wywalczył srebrny medal w sprincie. Był to debiut tej konkurencji w programie mistrzostw świata. Rozdzielił tam na podium Juhaniego Suutarinena z Finlandii i Szweda Torstena Wadmana. Był też między innymi czternasty w biegu indywidualnym i czwarty w sztafecie podczas mistrzostw świata w Anterselvie w 1975 roku.
Brał również udział w igrzyskach olimpijskich w Sapporo w 1972 roku. W swoim jedynym starcie zajął tam 15. miejsce w biegu indywidualnym.
W mistrzostwach kraju wywalczył dwa medale złote, srebrny i pięć brązowych.

## Osiągnięcia

### Igrzyska olimpijskie
| Rok  | Miejscowość | Konkurencje | Konkurencje | Konkurencje | Konkurencje | Konkurencje | Konkurencje | Konkurencje |
| Rok  | Miejscowość | IN          | SP          | PU          | MS          | RL          | MR          | SR          |
| ---- | ----------- | ----------- | ----------- | ----------- | ----------- | ----------- | ----------- | ----------- |
| 1972 | Sapporo     | 15.         | nd.         | nd.         | nd.         | –           | nd.         | –           |

### Mistrzostwa świata
| Rok  | Miejscowość | Konkurencje | Konkurencje | Konkurencje | Konkurencje | Konkurencje | Konkurencje | Konkurencje |
| Rok  | Miejscowość | IN          | SP          | PU          | MS          | RL          | MR          | SR          |
| ---- | ----------- | ----------- | ----------- | ----------- | ----------- | ----------- | ----------- | ----------- |
| 1973 | Lake Placid | 31.         | nd.         | nd.         | nd.         | 3.          | nd.         | –           |
| 1974 | Mińsk       | 44.         | 2.          | nd.         | nd.         | 4.          | nd.         | –           |
| 1975 | Anterselva  | 14.         | 28.         | nd.         | nd.         | 4.          | nd.         | –           |